# Daniel Krenželok
Daniel Krenželok (* 29. července 1997 Dolní Lutyně) je český hokejový obránce působící v týmu Fife Flyers.